# Bulbophyllum roxburghii
Bulbophyllum roxburghii là một loài phong lan thuộc chi Bulbophyllum.